# Liên Thủy
Liên Thủy est une commune vietnamienne située dans la province Quảng Bình, dans la région Côte centrale du Nord.
Elle est limitée par Mỹ Thủy, la ville de Kiến Giang, Dương Thủy et la rivière de Kiến Giang (en).